# Pierre-Paul Geoffroy
Pierre-Paul Geoffroy (né le 25 juillet 1944) à Berthierville au Québec, a été un militant du Rassemblement pour l'indépendance nationale. Par la suite, il s'engage dans le Front de libération du Québec. 

## Biographie
Cadet d'une famille de trois enfants, il est le frère de Jacques Geoffroy, ancien journaliste et auteur, et l'oncle de l'éditeur et journaliste Nicolas Langelier.
Il adhère au Rassemblement pour l'indépendance nationale en 1964 ou il devient secrétaire de
l'exécutif local. Il obtient sa carte de compétence comme artisan-imprimeur à l'École des Arts graphiques de Montréal puis s'inscrit en science politique au collège Sainte-Marie.
Le 27 février 1968, il est arrêté et brutalisé lors d'une manifestation de solidarité avec les travailleurs de l'usine de Seven-Up qui sont en grève.
De mai 1968 à mars 1969, le réseau felquiste qu'il dirige se signale par plusieurs attentats à la bombe, dont celui à la Tour de la Bourse de Montréal, le 13 février 1969, qui fait 27 blessés et des milliers de dollars en dommages. 
Le 4 mars 1969, lors d'une perquisition de routine dans l'appartement de Geoffroy, environ 200 bâtons de dynamite, une centaine de détonateurs et deux bombes non amorcées sont trouvés. Geoffroy avouera son implication dans une quinzaine d'attentats à la bombe mais refuse de donner le nom des autres membres du réseau. Il est accusé de 31 attentats à la bombe perpétrés au cours de 1968 et au début de 1969. Pour protéger ses camarades, il plaide coupable aux 129 chefs d'accusation déposés contre lui et est condamné à 124 peines d'emprisonnement à perpétuité, un record dans le Commonwealth,. Il sera l'un des 23 détenus dont le FLQ demande la libération en échange de celle du diplomate James Richard Cross. Après 12 ans d'incarcération, il est libéré sous conditions le 15 février 1981.

## Autres membres du Réseau Geoffroy
- Alain Allard
- Pierre Charette
- Michel Lambert (participant à la Délégation extérieure du FLQ à Alger)
- Normand Roy (participant à la Délégation extérieure du FLQ à Alger; agent du GRC).Assassin; en compagnie de Denyse Leduc, assassin de Mario Bachand
- Denyse Leduc